# Президентские выборы в Колумбии (1986)
Президентские выборы в Колумбии 1986 года прошли 27 мая.
Вирхилио Барко Варгас от Либеральной партии сумел набрать 58,7% голосов пришедших на выборы избирателей, таким образом он был избран президентом Колумбии.

## Результаты
| Кандидат                           | Партия                                                            | Количество голосов | %    |
| ---------------------------------- | ----------------------------------------------------------------- | ------------------ | ---- |
| Вирхилио Барко Варгас              | Колумбийская либеральная партия                                   | 4 214 510          | 58.7 |
| Альваро Гомес Уртадо               | Колумбийская консервативная партия–Движение национального участия | 2 588 050          | 36.0 |
| Хайме Педро Леал                   | Патриотический союз                                               | 328 752            | 4.6  |
| Регина Бетанкур де Лиска           | Метаполитическое унитарианское движение                           | 46 811             | 0.7  |
| Хуан Давид Перес Гавирия           | Гуманистическая партия                                            | 229                | 0.0  |
| Другие кандидаты                   | Другие кандидаты                                                  | 1 261              | 0.0  |
| Недействительные бюллетени         | Недействительные бюллетени                                        | 50 324             | –    |
| Всего                              | Всего                                                             | 7 229 937          | 100  |
| Зарегистрированные избиратели/явка | Зарегистрированные избиратели/явка                                | 15 839 754         | 45.6 |